# Civilmeritens orden

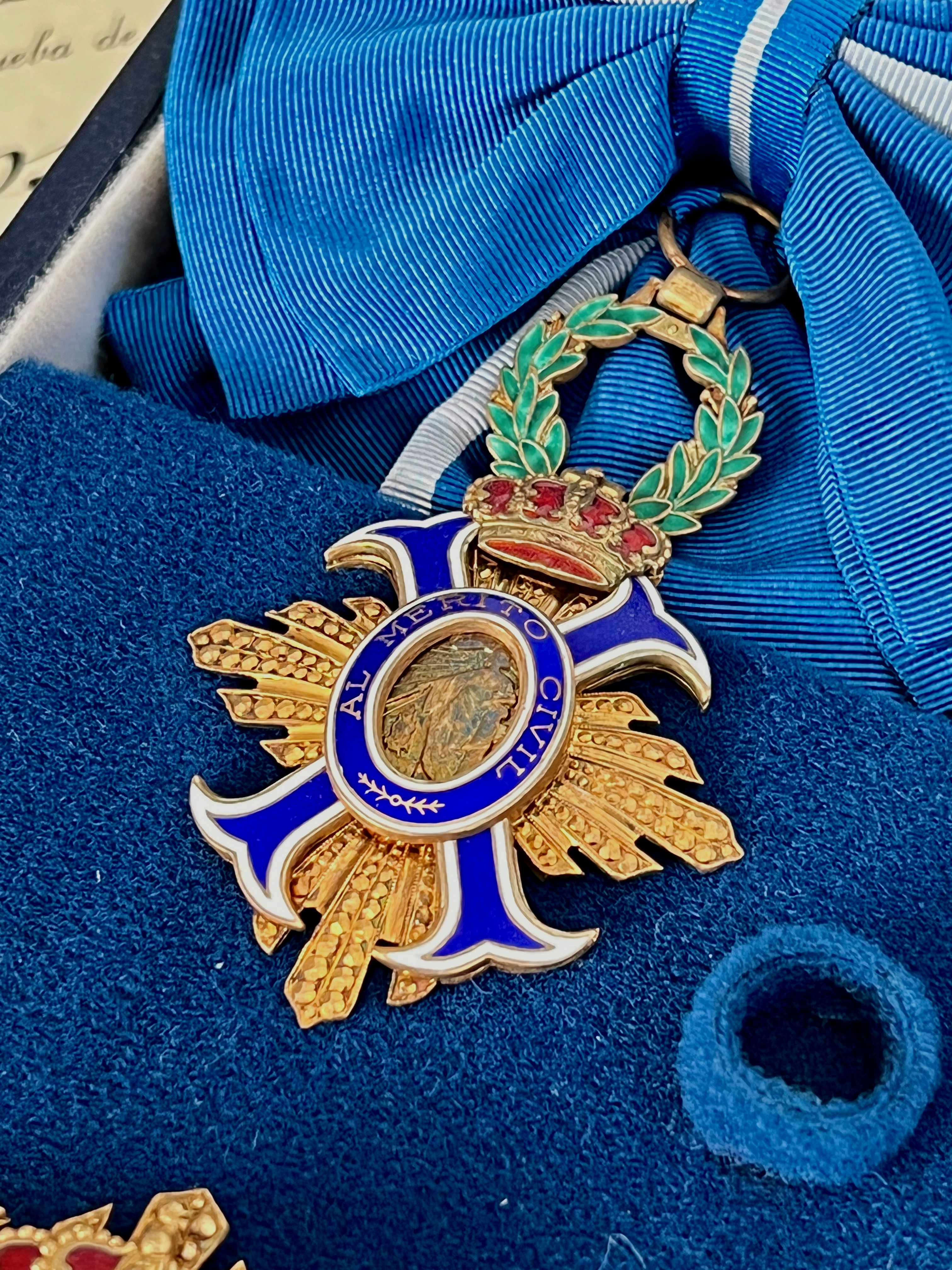
Ordens storkors

Civilmeritens orden (spanska: Orden del Mérito Civil) är en spansk orden som grundades år 1926 av kungen Alfons XIII. Den avskaffades av den andra republiken redan år 1933 men grundades åter av Francisco Franco nio år senare. Utmärkelsen delas för unika meriter för nationen. Den spanska kungen är ordens stormästare. Mottagaren behöver inte vara en spansk medborgare.
Storkorset kan beviljas endast till statschefer. Alla grader ovanför silvermedalj kommer med en adelstitel: Excelentísimo Señor eller Excelentísima Señora för de två högsta, Ilustrísimo Señor eller Ilustrísima Señora för numrerad kommendör och Señor eller Señora för alla andra grader.
Orden delas i åtta grader:
- kedja
- kors på kedjanivå
- storkors
- numrerad kommendör
- kommendör
- officerare
- riddare
- silvermedalj